# Bataille de Pfaffenhofen (1745)
Guerre de Succession d'Autriche
Batailles
- Mollwitz (04-1741)
- Chotusitz (05-1742)
- Sahay (05-1742)
- Prague (06/12-1742)
- Dettingen (06-1743)
- Cap Sicié (02-1744)
- 19 mai 1744
- Menin (05/06-1744)
- Ypres (06-1744)
- Furnes (07-1744)
- Fribourg (11-1744)
- Tournai (04/06-1745)
- Pfaffenhofen (04-1745)
- Fontenoy (05-1745)
- Hohenfriedberg (06-1745)
- Melle (07-1745)
- Gand (07-1745)
- Bruges (07-1745)
- Audenarde (07-1745)
- Termonde (08-1745)
- Ostende (08-1745)
- Nieuport (08/09-1745)
- Ath (09/10-1745)
- Soor (09-1745)
- Hennersdorf (11-1745)
- Kesselsdorf (12-1745)
- Culloden (04-1746)
- Mons (06/07-1746)
- Bruxelles (01/02-1746)
- Namur (09-1746)
- Charleroi (07/08-1746)
- Lorient (09/10-1746)
- Rocourt (10-1746)
- Cap Finisterre (1er) (05-1747)
- Lauffeld (07-1747)
- Bergen-op-Zoom (07/09-1747)
- Cap Finisterre (2e) (10-1747)
- Saint-Louis-du-Sud (03-1748)
- 18 mars 1748
- Maastricht (04/05-1748)

Campagnes italiennes
- Combat de Saint-Tropez (06-1742)
- Camposanto (02-1743)
- Villafranca (04-1744)
- Casteldelfino (07-1744)
- Velletri (08-1744)
- Madonne de l'Olmo (09-1744)
- Bassignana (09-1745)
- Josseau (10-1745)
- Plaisance (06-1746)
- Tidone (08-1746)
- Rottofreddo (08-1746)
- Gênes (1er) (12-1746)
- Gênes (2e) (07-1747)
- Assietta (07-1747)

La bataille de Pfaffenhofen a lieu le 15 avril 1745 entre la France et l'Autriche. Les Autrichiens, commandés par Karl Josef Batthyány défont les Français commandés par le général de Ségur, mettant ainsi fin à la guerre en Bavière.